# Vidal Basco
Vidal Basco Mamani (* 8. Februar 1996 in Soracachi) ist ein bolivianischer Leichtathlet, der sich auf den Langstreckenlauf spezialisiert hat.

## Sportliche Laufbahn
Erste internationale Erfahrungen sammelte Vidal Basco im Jahr 2015, als er bei den Panamerikanischen Juniorenmeisterschaften in Edmonton in 30:50,08 min die Silbermedaille im 10.000-Meter-Lauf gewann und über 5000 m in 14:39,73 min den vierten Platz belegte. Im Jahr darauf gewann er dann in 30:05,63 min die Bronzemedaille bei den U23-Südamerikameisterschaften in Lima hinter den Peruanern Jordan Cooper und Mauricio Díaz. Zudem wurde er in 14:41,92 min Vierter im 5000-Meter-Lauf. 2017 konnte er sein Rennen über 10.000 m bei den Südamerikameisterschaften in Luque nicht beenden und klassierte sich über 5000 m mit 14:26,77 min auf dem fünften Platz. Anschließend erreichte er bei den Juegos Bolivarianos in Santa Marta nach 14:14,06 min Rang sechs über 5000 m und gelangte über 10.000 m erneut nicht ins Ziel. Im Jahr darauf nahm er an den Südamerikaspielen in Cochabamba teil und gewann dort in 14:32,58 min die Silbermedaille über 5000 m hinter dem Ecuadorianer Bayron Piedra und anschließend siegte er in 31:14,72 min über 10.000 m bei den U23-Südamerikameisterschaften in Cuenca und gewann in 14:59,49 min die Silbermedaille über 5000 m hinter dem Peruaner Yuri Labra.
2019 belegte er in 13:57,80 min den vierten Platz über 5000 m bei den Südamerikameisterschaften in Lima und über 10.000 m gewann er in 28:52,32 min die Bronzemedaille hinter dem Ecuadorianer Bayron Piedra und José Mauricio González aus Kolumbien. Anschließens startete er über 10.000 m bei den Panamerikanischen Spielen ebendort und lief dort nach 28:34,37 min auf Rang vier ein. 2021 wurde er bei den Südamerikameisterschaften in Guayaquil in 14:21,39 min Sechster über 5000 m und im Jahr darauf gelangte er bei den Hallensüdamerikameisterschaften in Cochabamba nach 4:04,58 min auf Rang fünf im 1500-Meter-Lauf. Im Mai belegte er bei den Ibero-Amerikanischen Meisterschaften in La Nucia mit 14:05,90 min auf den sechsten Platz über 5000 Meter und wurde im Hindernislauf in 8:52,19 min Neunter. Anschließend siegte er in 29:40,80 min über 10.000 Meter bei den Juegos Bolivarianos in Valledupar und sicherte sich dort in 14:35,21 min die Silbermedaille über 5000 Meter hinter dem Chilenen Carlos Díaz. Im Oktober gelangte er dann bei den Südamerikaspielen in Asunción mit 14:11,78 min auf Rang fünf über 5000 Meter und kam über 10.000 Meter nicht ins Ziel.
2021 wurde Basco bolivianischer Meister im 5000-Meter-Lauf und 2022 wurde er Hallenmeister über 3000 m.

## Persönliche Bestzeiten
- 1500 Meter: 4:00,02 min, 18. Juni 2021 in Cochabamba
  - 1500 Meter (Halle): 3:58,05 min, 6. Februar 2022 in Cochabamba
- 3000 Meter: 8:32,11 min, 11. März 2018 in Santa Cruz de la Sierra
  - 3000 Meter (Halle): 8:38,06 min, 5. Februar 2022 in Cochabamba
- 5000 Meter: 13:57,80 min, 26. Mai 2019 in Lima (bolivianischer Rekord)
- 10.000 Meter: 28:34,37 min, 9. August 2019 in Lima (bolivianischer Rekord)
- Halbmarathon: 1:02:50 h, 1. Mai 2022 in Lima (bolivianischer Rekord)
- 3000 m Hindernis: 8:52,19 min, 20. Mai 2022 in La Nucia (bolivianischer Rekord)